# کریپتونایت
کریپتونایت (به انگلیسی: Kryptonite) ماده‌ای خیالی با رنگ‌ها و اثرات مختلف است که عمدتاً در سری داستان‌های سوپرمن از آن یاد می‌شود. شناخته‌ترین شکل آن به رنگ سبز است که از سرزمین مادری شخصیت ابرقهرمان سوپرمن یعنی کریپتون نشأت گرفته است. سوپرمن در برابر کریپتونایت سبز زنگ ضعف دارد. این ماده شیشه‌ای است و از خود نور را عبور می‌دهد و تشعشع این نور موجب می‌شود که سوپرمن ضعیف شود.

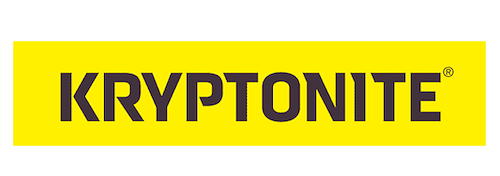
نمونه‌ای سبز رنگ از این ماده خیالی در داستان‌‌های سوپرمن

 دشمن سوپرمن یعنی لکس لوتر از آن برای از بین بردنش استفاده می کند که البته ساخت این ماده فرمول ترکیب شیمیایی دارد.